# Krka (Horvátország)
A Krka folyó Horvátország területén. 

## Földrajzi adatok
A folyó a Dinári-hegységben ered Knin közelében, Šibeniknél torkollik az Adriai-tengerbe. Hossza 72 km. 
A folyó neve az ókorban Titius volt.
Jelentősebb városok a Krka mentén: Knin, Skradin és Šibenik.
Mellékfolyója a Čikola. Kisebb hajókkal Skradinig hajózható.
A Krkán 7 szép vízesés található. Az ismertebbek a Manojlovački slapovi (59,6 m) és a Skradinski buk (45,7 m). 
A tengervíz még a torkolattól 23 km-re is kimutatható a folyóban.
A Knin és Skradin közötti szakasz a 111 km² nagyságú Krka Nemzeti Park része.
2002 és 2005 júniusa között elkészült a folyó felett átívelő Krka híd.

## Képek

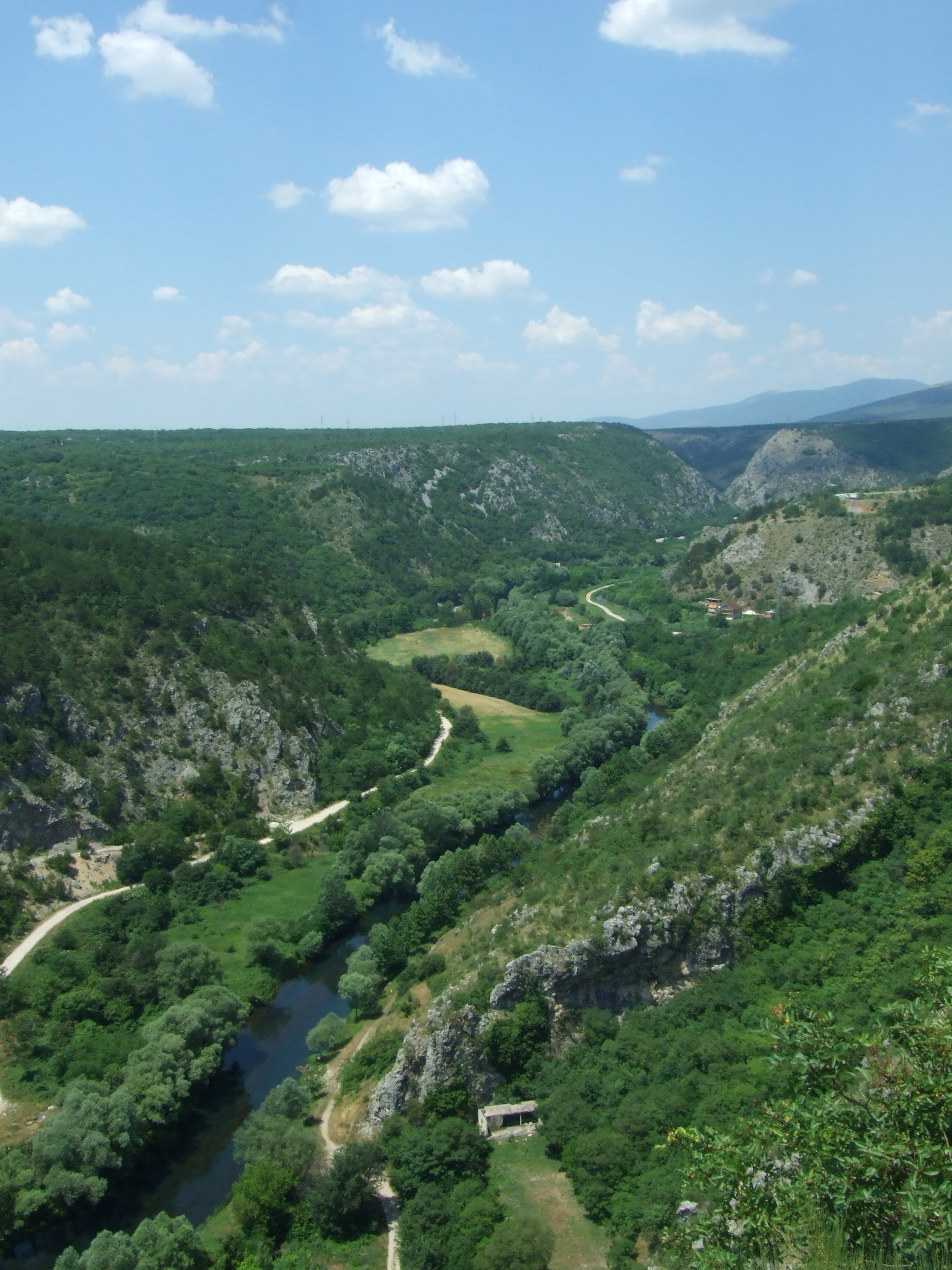
A folyó Kninnál
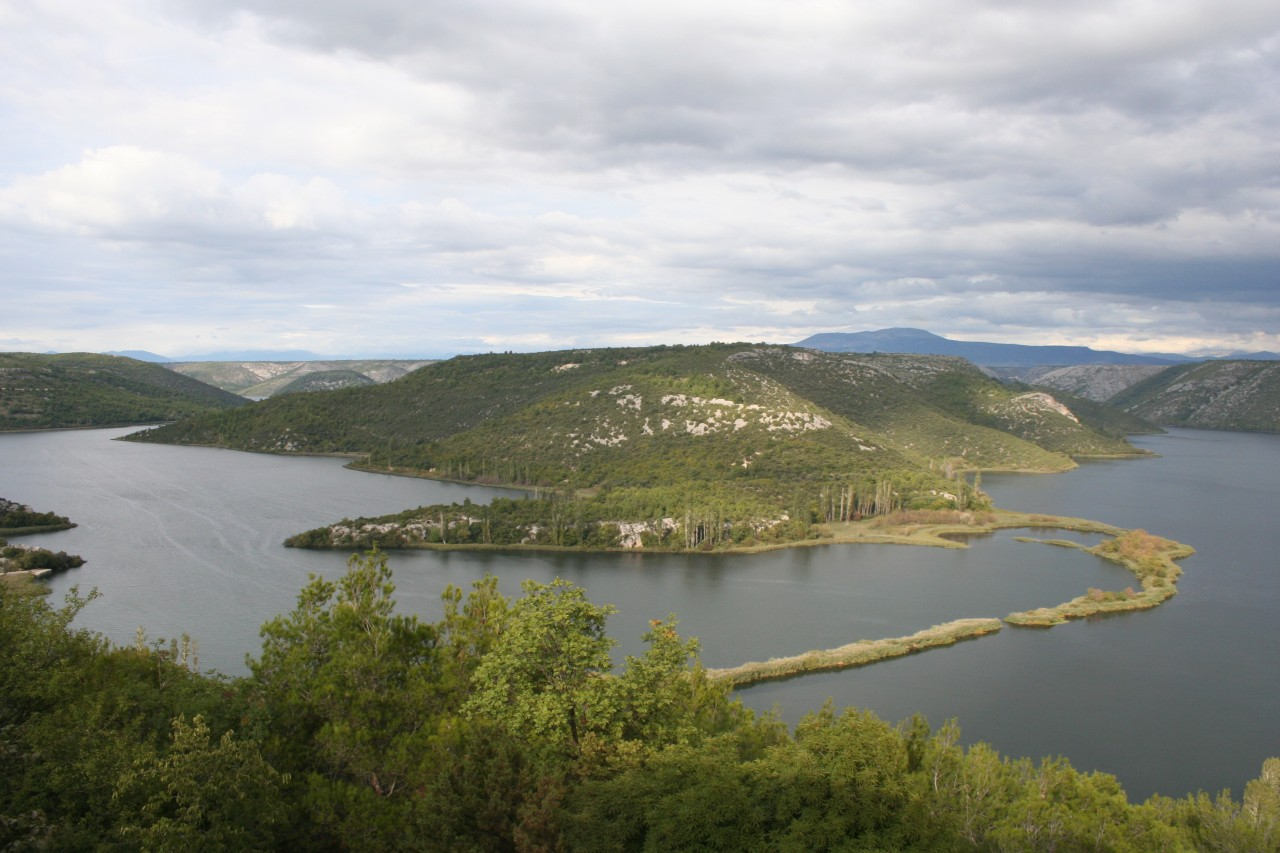
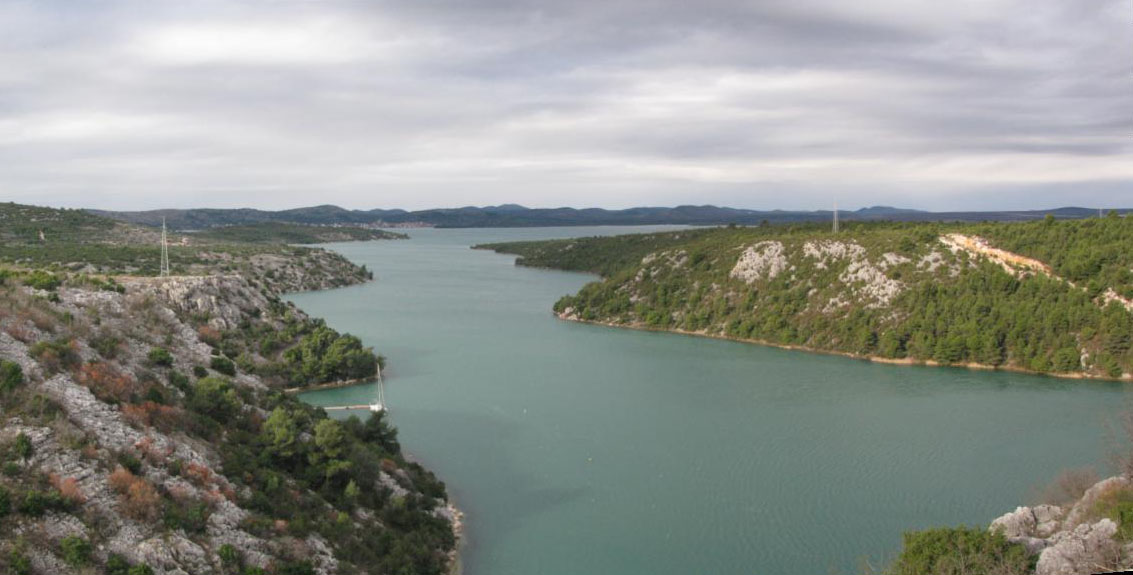
A folyó Skradinnál
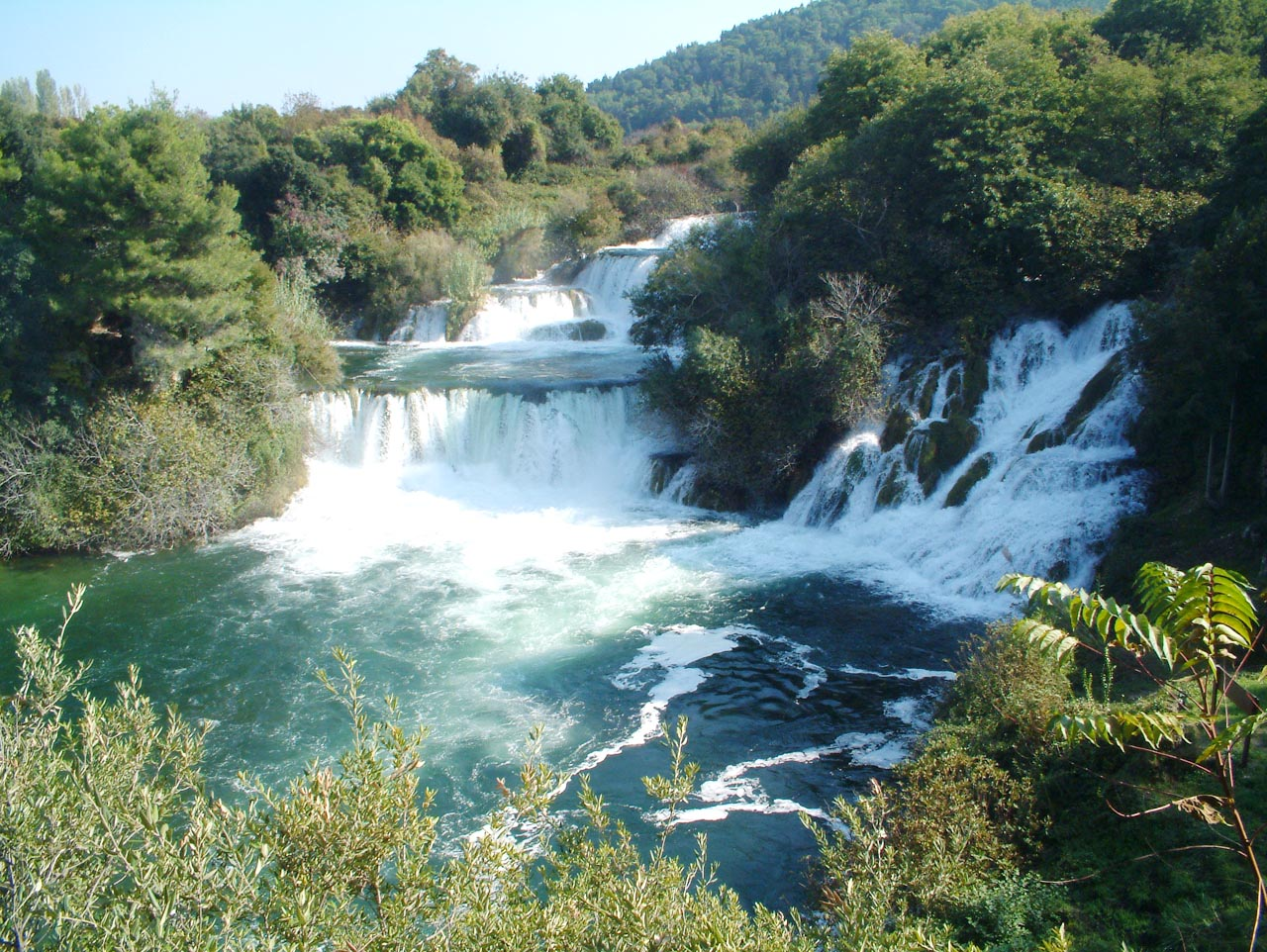
A Skradinski buk vízesés